# Испанская федерация баскетбола
Испанская федерация баскетбола или Федерация Баскетбола Испании (исп. Federación Española de Baloncesto, FEB) — является национальным органом по баскетболу в Испании. Испанская федерация баскетбола является членом континентальной ассоциации ФИБА Европа и Международной федерации баскетбола (ФИБА). Была основана 31 июля 1923 года в Барселоне и её первым президентом стал Фидель Брикалл.
Организация выступает управляющим органом национальных мужских, женских и молодёжных команд Испании по баскетболу на международных турнирах.
Национальный чемпионат среди мужских команд проводится под эгидой ACB (Ассоциация баскетбольных клубов) с сезона 1983—1984, до этого с 1956 года его проведением занималась Испанская федерация баскетбола. Первый чемпионат Испании был проведён в 1956 году под названием «Лига Насиональ» (исп. Liga Nacional), с 1983 года лига носит название «Ассоциация баскетбольных клубов». С 2011 года лига также называется Лигой Эндеса по названию генерального спонсора Endesa. Испанская баскетбольная лига ACB (Asociación de Clubes de Baloncesto) является одной из сильнейших в мире. По количеству побед в европейских клубных турнирах испанские клубы уступают только итальянским.
Мужская сборная Испании — чемпион мира 2006 и 2019 года, серебряный призёр Олимпийских Игр в Лос-Анджелесе (1984) и Пекине (2008), чемпион Европы (2009, 2011). Кроме того, на европейских чемпионатах испанцы завоевали 6 серебряных и две бронзовые медали.
Чемпионат Испании среди женских команд проводится с 1964 года. Больше всего титулов — 14 — на счету у валенсийского «Рос Касарес».
Женская сборная Испании чемпион Европы 1993 года, а также вице-чемпион Европы 2007 и 3-кратный обладатель бронзы Евробаскета (2001, 2003 и 2005).

### Рейтинг FIBA(мужчины)[2]
| Поз. | Команда | Команда   | Очки  |
| ---- | ------- | --------- | ----- |
| 2    |         | Испания   | 730.0 |
| 3    |         | Аргентина | 673.0 |
| 4    |         | Греция    | 488.0 |

### Рейтинг FIBA (женщины)[3]
| Поз. | Команда | Команда  | Очки  |
| ---- | ------- | -------- | ----- |
| 5    |         | Испания  | 450.0 |
| 6    |         | Бразилия | 376.0 |
| 7    |         | Китай    | 247.0 |

### Общий рейтинг FIBA[4]
| Поз. | Страна | Страна  | Очки   |
| ---- | ------ | ------- | ------ |
| 1    |        | США     | 2679.8 |
| 2    |        | Испания | 1685.0 |
| 3    |        | Россия  | 1248.5 |